# Fällfors kyrka
Fällfors kyrka är en kyrkobyggnad i Fällfors. Den är församlingskyrka i Byske-Fällfors församling i Luleå stift. Kyrkan ligger på strandbrinken vid Fällforsen, Byske älv.

## Kyrkobyggnaden
Kyrkan uppfördes 1912-1913 efter ritningar från 1899 av Gustaf Hermansson, dock med vissa avvikelser från dessa. Den 28 september invigdes kyrkan av Luleå stifts biskop Olof Bergqvist. Kyrkobyggnaden är en stor, panelad träkyrka med fönster i två våningar och höga gavelfönster. Västfasaden flankeras av sidoställda torn, det norra högst. Mellan tornet står ett litet vapenhus och i norr en vidbyggd sakristia i två våningar. Den dominerande stilen är jugend med inslag av nygotik och byggnaden har till det yttre en något profan prägel. Långhuset är ljust och rymligt med tre skepp och har läktare på tre sidor. Svarvade arbeten av trä återfinns i altarrundel och läktarskrank. Kyrkan präglas idag av 1954 års omfattande renovering efter ritningar av Martin Westerberg. 1974 gjordes en mindre läktarunderbyggnad. Följande år ommålades exteriören.

## Inventarier
- Altartavlan är målad av Torsten Nordberg och föreställer Jesu intåg i Jerusalem, korsfästelsen samt uppståndelsen.
- Orgeln på 18 stämmor och två manualer tillverkades 1956 av Grönlunds Orgelbyggeri.
- Vid långhusets norra fönsterrad finns symboler av evangelisterna.

## Bilder

Exteriör
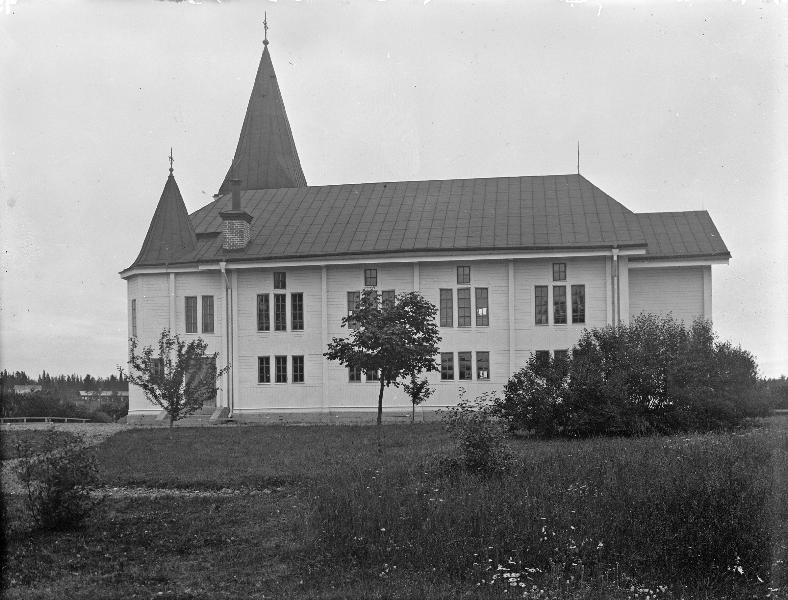
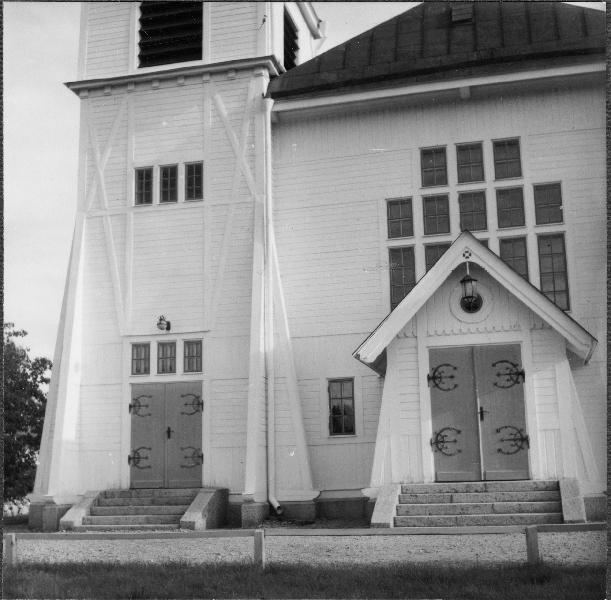
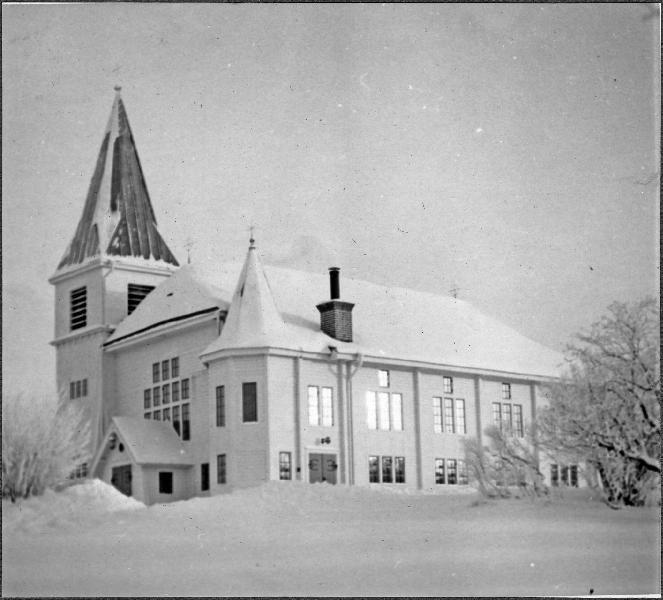

Interiör
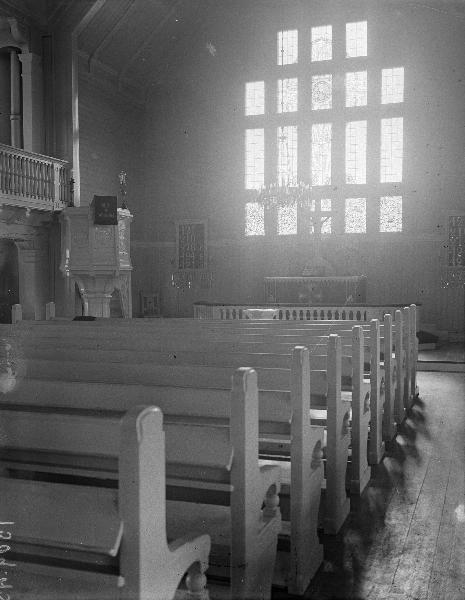
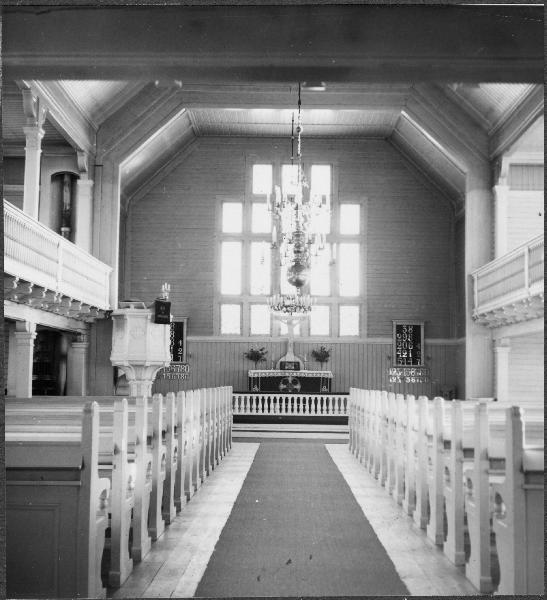
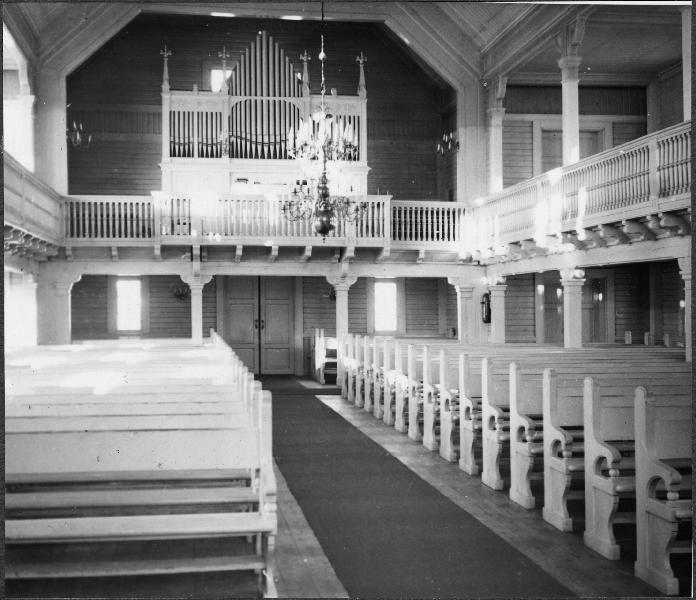

### Internet
- anläggningspresentation